# جورج بریج واتر
جورج بریج واتر (انگلیسی: George Bridgewater؛ زادهٔ ۱۸ ژانویهٔ ۱۹۸۳) ورزشکار روئینگ اهل نیوزیلند است.
وی در مسابقات کشوری و بین‌المللی در مجموع برندهٔ ۱ مدال طلا، ۲ مدال نقره، ۱ مدال برنز شده‌است.